# Юдео-масонска конспиративна теория
Юдео-масонската конспиративна теория е конспиративна теория, според която съществува таен заговор между евреи и масони. През XIX-XX век тя е популярна сред крайната десница, най-вече във Франция и Русия.